# Brignoliella michaeli
Brignoliella michaeli là một loài nhện trong họ Tetrablemmidae.
Loài này thuộc chi Brignoliella. Brignoliella michaeli được Lehtinen miêu tả năm 1981.